# Miranda Coetzee
Miranda Charlene Coetzee (* 14. November 1997) ist eine südafrikanische Sprinterin, die sich auf die 400-Meter-Distanz spezialisiert hat. 2022 und 2024 wurde sie Afrikameisterin über 400 Meter.

## Sportliche Laufbahn
Erste internationale Erfahrungen sammelte Miranda Coetzee im Jahr 2022, als sie in 51,50 s das Kip Keino Classic über 400 m für sich entschied. Im Juni siegte sie in 51,82 s über diese Distanz bei den Afrikameisterschaften in Port Louis und siegte auch mit der südafrikanischen 4-mal-400-Meter-Staffel in 3:29,34 min gemeinsam mit Zenéy van der Walt, Taylon Bieldt und Precious Molepo. Ende Juni siegte sie in 52,07 s beim Meeting International d’Athlétisme de la Province de Liège und anschließend schied sie bei den Weltmeisterschaften in Eugene mit 53,30 s in der ersten Runde aus. Zudem verpasste sie dort mit 3:34,68 min den Finaleinzug im Staffelbewerb. Kurz darauf belegte sie bei den Commonwealth Games in Birmingham in 3:30,25 min den vierten Platz mit der Staffel. Im Jahr darauf stellte sie mit 36,48 s einen neuen Landesrekord über 300 Meter auf und im August schied sie bei den Weltmeisterschaften in Budapest mit 52,30 s in der ersten Runde über 400 Meter aus. 2024 verteidigte sie bei den Afrikameisterschaften in Douala in 51,16 s ihren Titel über 400 Meter und siegte zudem in 3:13,12 min gemeinsam mit Gardeo Isaacs, Shirley Nekhubui und Mthi Mthimkulu und stellte damit einen neuen Meisterschafts- und Landesrekord auf. Anschließend schied sie bei den Olympischen Sommerspielen in Paris mit 51,60 s im Halbfinale über 400 Meter aus.
2023 wurde Coetzee südafrikanische Meisterin im 200- und 400-Meter-Lauf.

## Persönliche Bestzeiten
- 200 Meter: 22,74 s (0,0 m/s), 1. April 2023 in Potchefstroom
- 300 Meter: 36,48 s, 18. Februar 2023 in Pretoria (südafrikanischer Rekord)
- 400 Meter: 50,66 s, 6. August 2024 in Paris